# Tourisme en Pologne

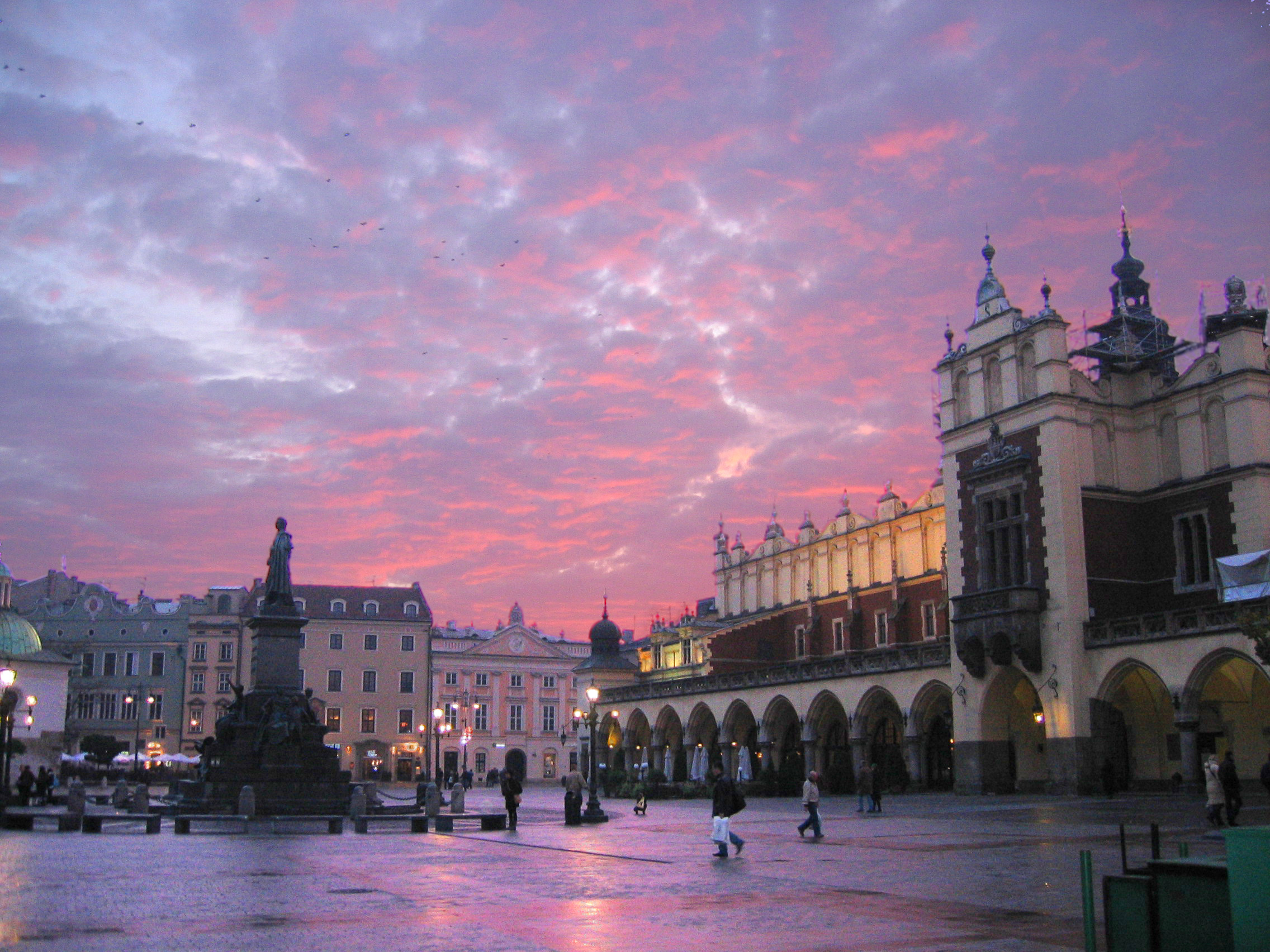
Cracovie

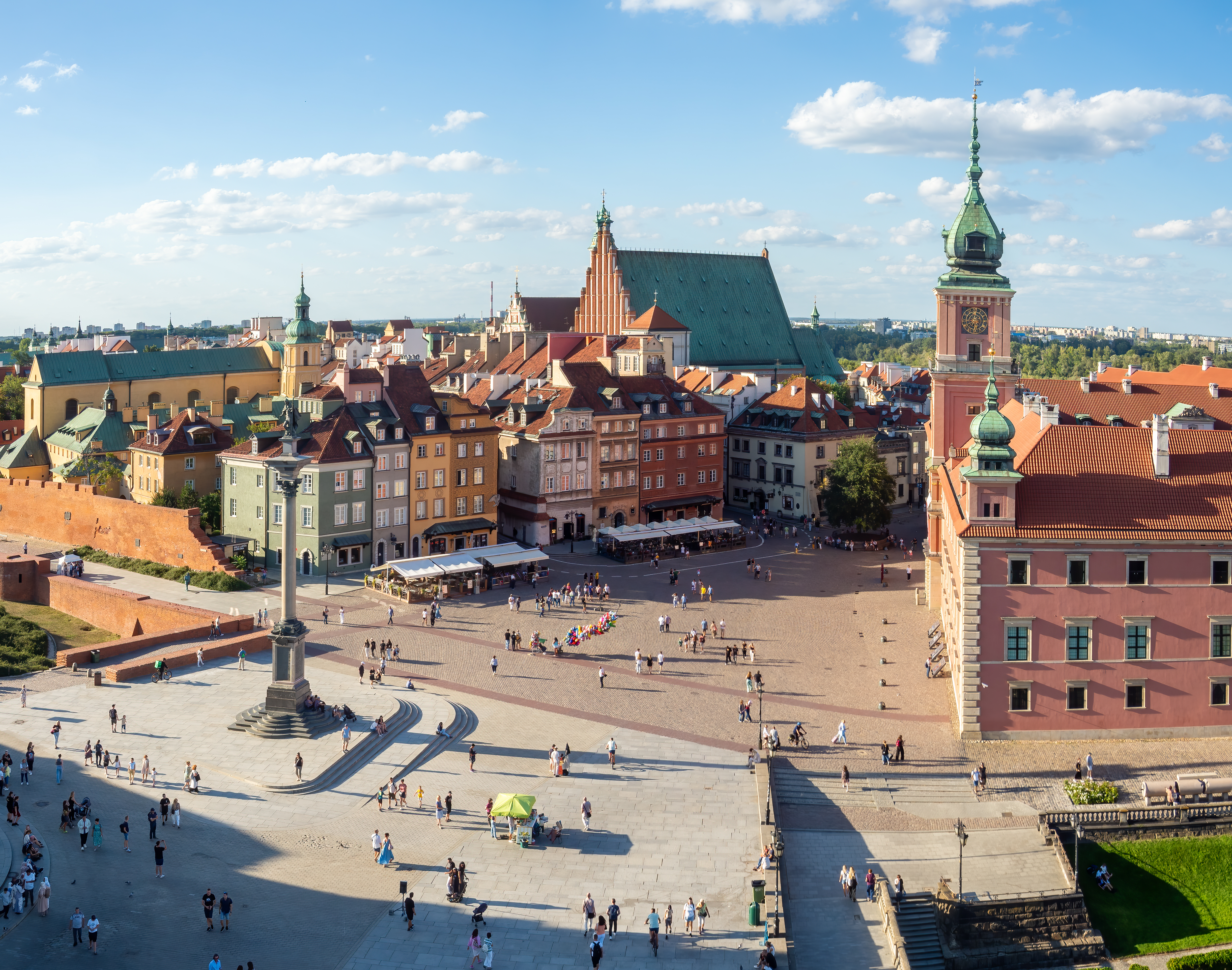
Varsovie

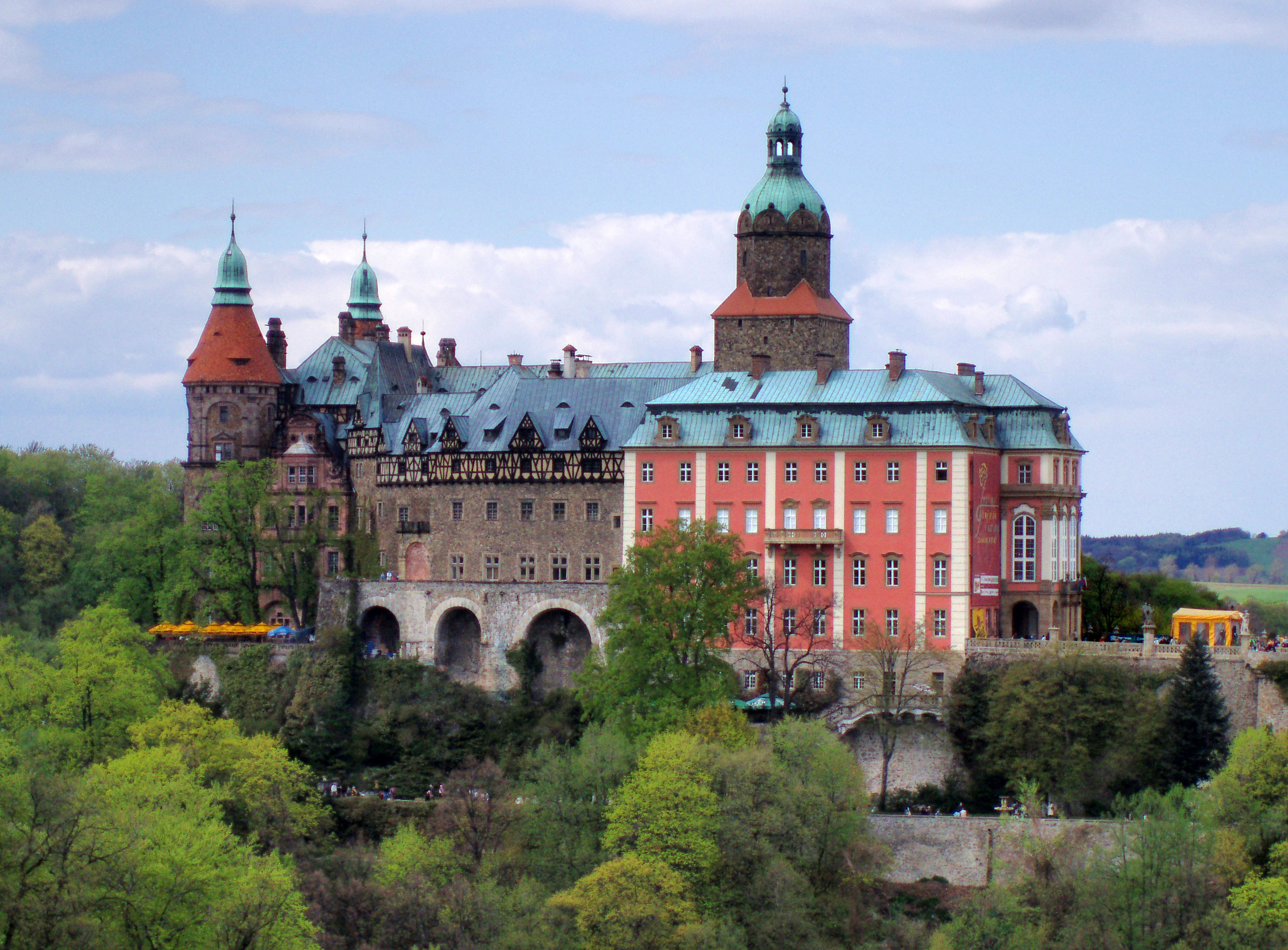
Château Fürstenstein

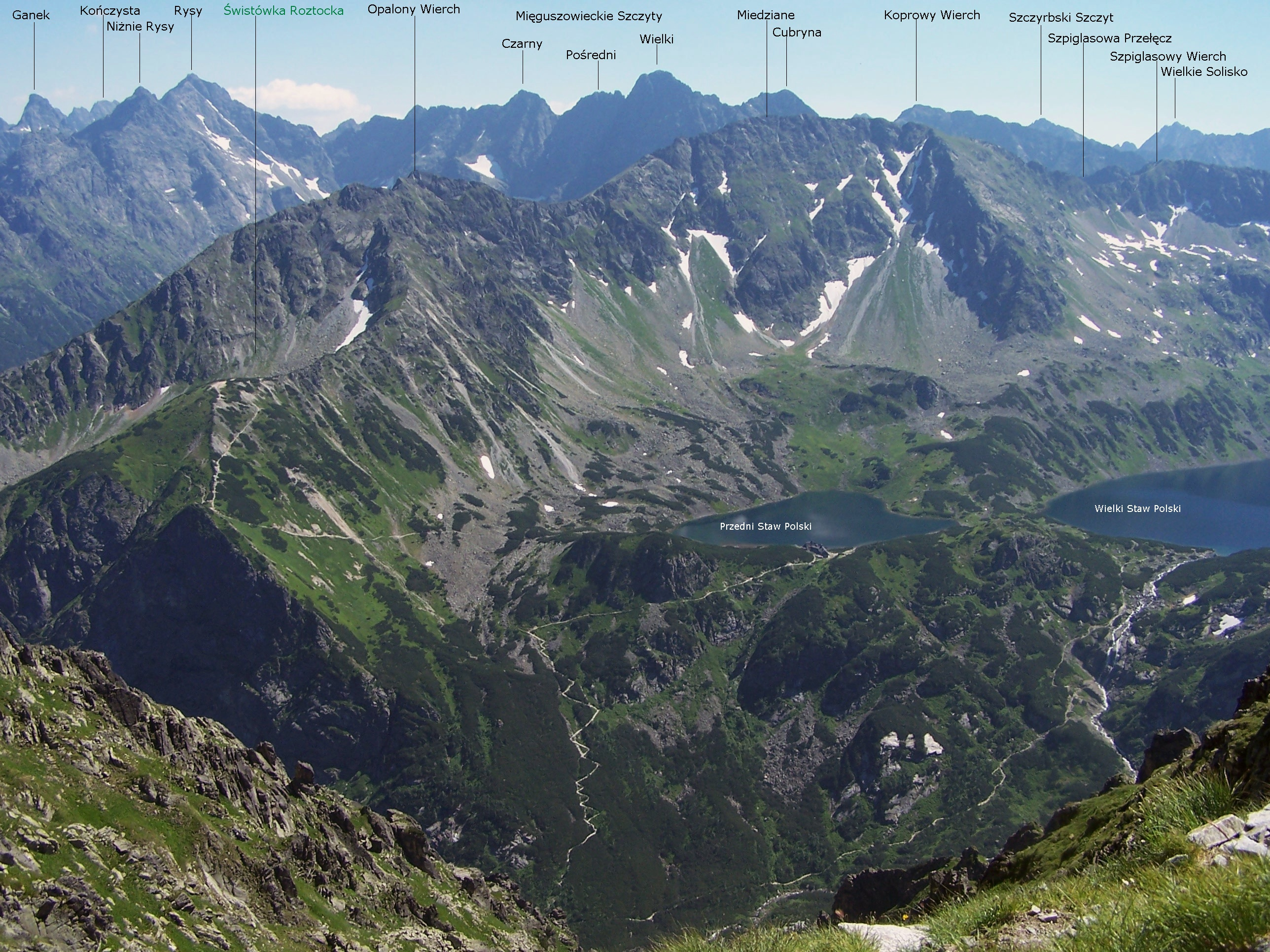
Les Tatras

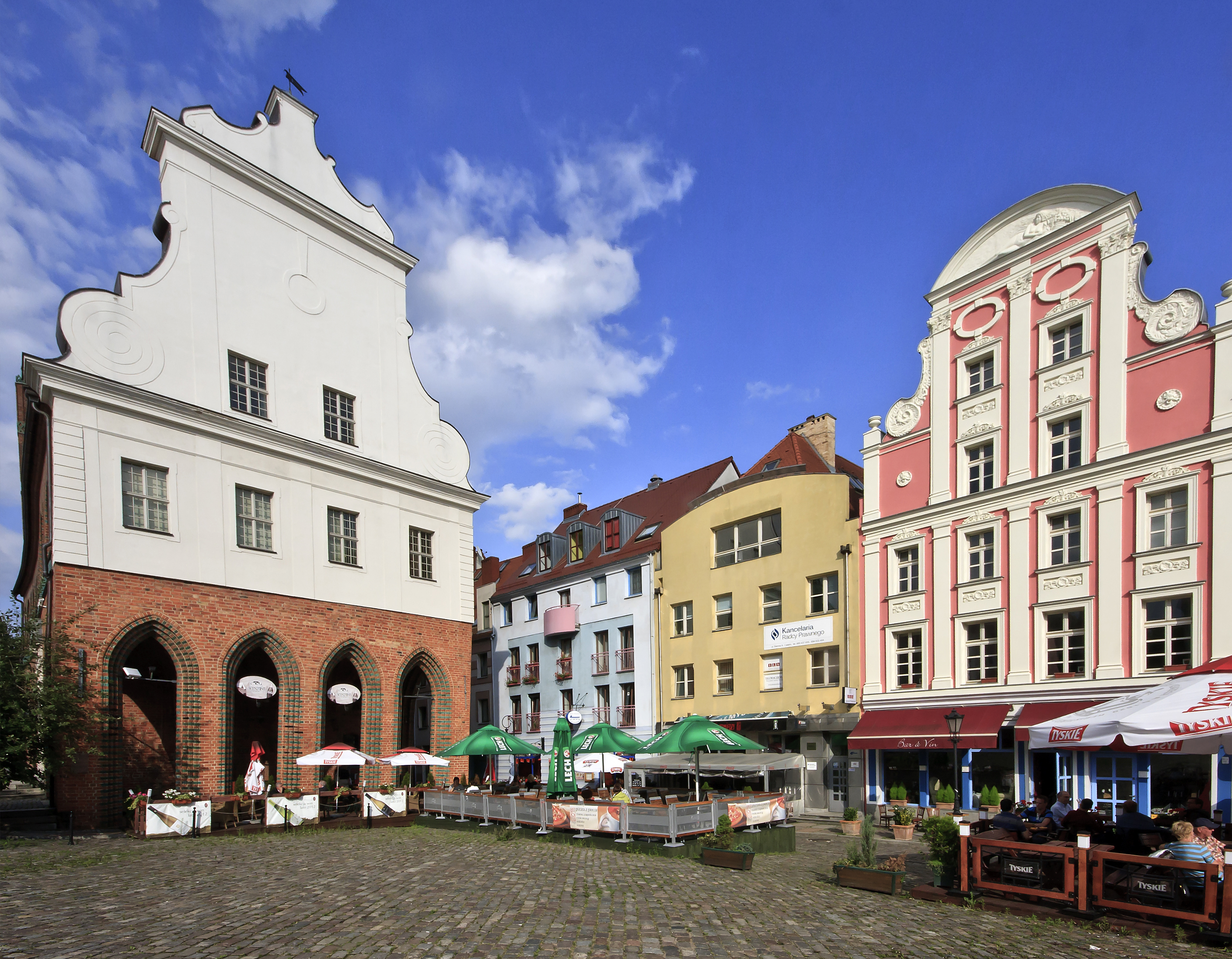
La mairie de la vieille ville à Szczecin

La Pologne a reçu 12 470 000 de touristes en 2010.

## Pays d'où proviennent les touristes en Pologne
La grande majorité des touristes proviennent d'Allemagne, le plus grand pays limitrophe de la Pologne. En effet, l'Institut polonais a dénombré 4 520 000 arrivées de touristes allemands en 2010, soit plus du tiers des 12 470 000 au total. Les pays de l'Europe et de l'Union européenne figurent donc logiquement aux premières places. 2010 a vu une hausse de l'effectif total de 4,9 %. La part des touristes de l'UE27 est relativement stable alors que les Russes progressent de 25 % et les Américains de 12 %.
En 2010, les pays dont un grand nombre de citoyens visitent la Pologne sont, dans l'ordre :
1. Allemagne (4 520 000)
2. Ukraine (1 350 000)
3. Biélorussie (970 000)
4. Lituanie (620 000)
5. Royaume-Uni (485 000)
6. Russie (400 000)
7. Pays-Bas (335 000)
8. Autriche (310 000)
9. Lettonie (270 000)
10. Italie (265 000)
11. États-Unis (240 000)
12. France (225 000)

## Principaux points d'intérêt
- Les principales villes :
  - Varsovie
  - Cracovie
  - ŁódźWrocław
  - Wrocław
  - Poznań
  - Gdańsk
  - Szczecin
  - Bydgoszcz
  - Lublin
- Les principaux sites :
  - Zakopane

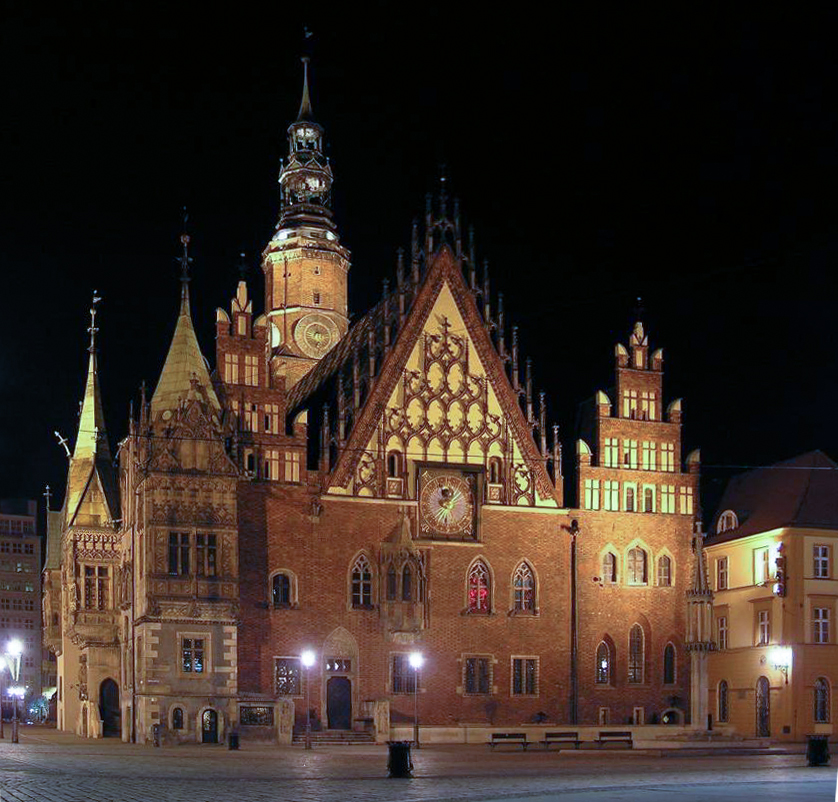
Wrocław

  - Tricity : Gdańsk - Sopot - Gdynia
  - Grands Lacs de Mazurie
  - Karpacz
  - Szklarska Poręba
  - Świnoujście
  - Kołobrzeg
  - Krynica-Zdrój
- Montagnes :
  - Monts des Géants en SudètesRue Piotrkowska, Łódź
  - Tatras en Carpates
- Châteaux :
  - Wawel
  - Château royal de Varsovie
  - Château ducal de Szczecin

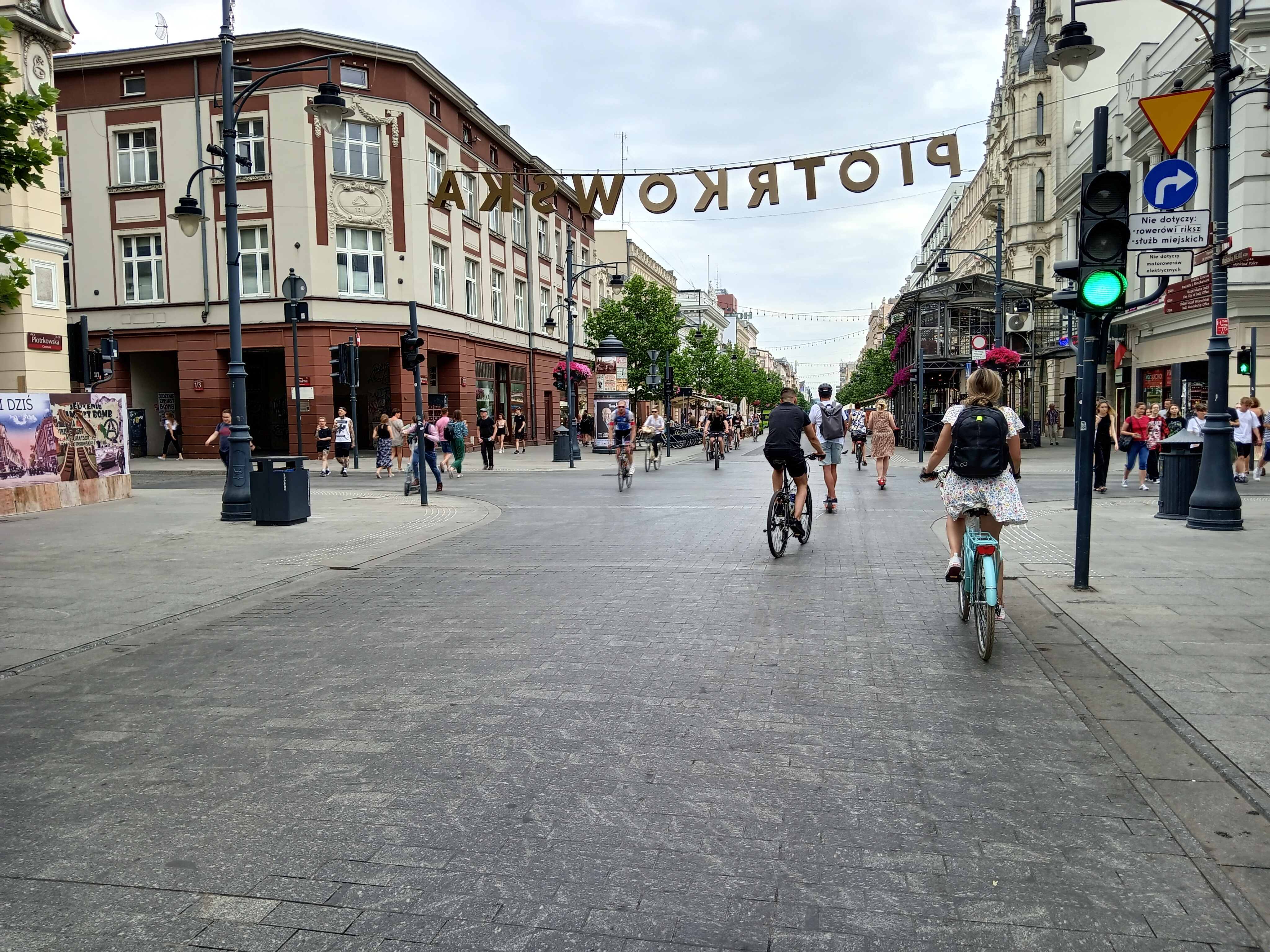
Rue Piotrkowska, Łódź

  - Forteresse teutonique de Marienbourg
  - Forteresse de Zamość
  - Château de Baranów Sandomierski
  - Château de Książ
  - Ogrodzieniec
  - Château de Gola Dzierżoniowska